# Drei Kilometer bis zum Ende der Welt
Drei Kilometer bis zum Ende der Welt (Originaltitel: Trei kilometri până la capătul lumii) ist ein rumänischer Spielfilm von Emanuel Parvu aus dem Jahr 2024. Das Drama stellt eine in der Provinz lebende rumänische Familie in den Mittelpunkt, die durch Homophobie auseinandergerissen wird. Das Werk wurde im Mai beim 77. Filmfestival von Cannes uraufgeführt.

## Handlung
Der 17-jährige Adi lebt mit seinen Eltern in einem abgelegenen Dorf im Donaudelta. Dank erheblicher finanzieller Opfer von Vater und Mutter kann der Jugendliche in der nahen Stadt Tulcea studieren. Der Familienzusammenhalt wird auf die Probe gestellt, als die Eltern erfahren, dass sich Adi in den Sommerferien in einen anderen Jungen verliebt hat. Er hat Răzvan, einen Studenten aus Bukarest, kennengelernt. Dieser bleibt mehrere Tage in der Gegend. Adi und Răzvan werden beim Küssen und Händchenhalten beobachtet. Daraufhin wird Adi eines nachts mitten auf der Straße von anderen Jugendlichen aus seinem Dorf zusammengeschlagen und bewusstlos zurückgelassen.
Mit der Wahrheit konfrontiert, können Adis Eltern das Verhalten ihres Sohnes nicht verstehen und wenden sich von ihm ab. Seine religiöse Mutter fürchtet, dass er vom Teufel besessen sei und mit Hilfe eines Priesters und Exorzismus geheilt werden könnte. Auch sein Vater hält Adis Liebe wie die große Mehrheit der Dorfbevölkerung für völlig inakzeptabel.

## Hintergrund
Drei Kilometer bis zum Ende der Welt (internationaler englischsprachiger Titel: Three Kilometers to the End of the World beziehungsweise Three Miles to the End of the World) ist der dritte Spielfilm des rumänischen Schauspielers und Regisseurs Emanuel Parvu. Das Drehbuch verfasste er gemeinsam mit seiner Produzentin Miruna Berescu (Asociaţia FAMart). Berescu hatte bereits seine vorangegangenen Spielfilme Meda sau Partea nu prea fericită a lucrurilor (2017) und Marocco (2021) produziert. Beweggrund für das Skript sei für Pârvu die Tatsache gewesen, dass „jeder von uns irgendwann einmal als Teil einer bestimmten Minderheit angesehen werden konnte“. Auch habe er mit seinem Film eine neue Perspektive auf das Thema LGBTQ erzählen wollen.
Für die Hauptrolle des Adi wurde der im Kino noch unerfahrene Schauspieler Ciprian Chiujdea verpflichtet. Seine Eltern wurden von den bekannten rumänischen Darstellern Bogdan Dumitrache und Laura Vasiliu porträtiert. In weiteren Nebenrollen sind Ingrid Micu-Berescu, Valeriu Andriuţă und Adrian Titieni zu sehen.
Als Kameramann vertraute Pârvu auf Silviu Stavilă, der bereits an den Spielfilmen des Regisseurs mitgearbeitet hatte. Die Dreharbeiten fanden vom September bis Oktober 2023 an Originalschauplätzen im Donaudelta statt. Als Hauptdrehort diente Sfântu Gheorghe, das laut Angaben von Filmproduzentin Berescu nur per Boot zu erreichen gewesen sei.
Das Projekt wurde finanziell vom Centrul Național al Cinematografiei (CNC), der nationalen Filmförderungsanstalt des Landes unterstützt. Die internationalen Verwertungsrechte sicherte sich das Unternehmen Goodfellas.

## Veröffentlichung
Die Weltpremiere von Drei Kilometer bis zum Ende der Welt (französischer Titel: Trois kilomètres jusqu’à la fin du monde) fand am 17. Mai 2024 im Hauptwettbewerb des 77. Filmfestivals von Cannes statt. Die Produktion wurde nachgereicht.
In Frankreich erfolgte ein regulärer Kinostart am 23. Oktober 2024 durch das Unternehmen Memento Distribution. In Deutschland soll der Film 2025 in die Kinos kommen.

## Rezeption
Dieter Oßwald schreibt im Arthaus-Portal Programmkino.de, die unaufgeregte Dramaturgie zeige die kollektive Homophobie als normalen Alltag und mache die Hexenjagd umso beklemmender. Zudem sorgten die überzeugenden Darsteller für zusätzliche Gänsehaut in diesem cineastischen Aufschrei mit Klassiker-Potenzial.

## Auszeichnungen
Für Drei Kilometer bis zum Ende der Welt erhielt Emanuel Pârvu eine Einladung in den Wettbewerb um die Goldene Palme des Filmfestivals von Cannes. Dort wurde das Werk mit der Queer Palm preisgekrönt.